# Hollywood Suite
Hollywood Suite est un groupe de quatre chaînes de télévision canadiennes spécialisées de catégorie B de langue anglaise appartenant à Hollywood Suite. Les quatre chaînes ont été lancés le 23 novembre 2011 à midi et ne sont pas distribuées à l'unité.
Les quatre chaînes ne présentent que des films en version intégrale sans pause publicitaire et en haute définition. Chaque chaîne couvre une décennie, soit les années 1970, années 1980, années 1990 et années 2000.

## Histoire
Le 2 juillet 2010, Jay Switzer a obtenu quatre licences auprès du CRTC pour les services Velocity, Adventure, KISS et The Love Channel. Initialement prévu pour être lancés le 14 novembre 2011, les quatre chaînes ont été lancées le 23 novembre, exclusivement en haute définition sous les noms respectifs de Warner Films, Hollywood Storm, MGM Channel et Hollywood Festival.
Le 31 mai 2012, Hollywood Suite annonce le renommage de Hollywood Festival et Hollywood Storm pour Sony Movie Channel et AXN Movies effectif le 2 septembre 2012 après avoir conclu des ententes avec les deux compagnies.
En novembre 2015, les quatre chaînes ont été relancées en abandonnant les noms de studio et renommés par décennies.